# Aulolaimoides elegans
Aulolaimoides elegans är en rundmaskart som beskrevs av Heinrich Micoletzky 1915. Aulolaimoides elegans ingår i släktet Aulolaimoides och familjen Tylencholaimellidae. Inga underarter finns listade i Catalogue of Life.